# Lemoviken
Die Lemoviken waren ein antiker Stamm der Kelten in Aquitanien. Sie waren zwischen den Biturigen und den Arvernern angesiedelt und werden von Caesar in seinem Werk De bello Gallico („Über den Gallischen Krieg“) zweimal erwähnt: Als Verbündete des Vercingetorix neben anderen aquitanischen Stämmen (7, 4) und im letzten Kriegsjahr 51  v. Chr., als Caesar einen Teil seiner Legionen im Grenzgebiet der Lemoviken überwintern ließ (8, 46).
Auch die kaiserzeitlichen Gelehrten Plinius der Ältere (Naturalis historia 4,109) und Claudius Ptolemäus (Geographike Hyphegesis 2,7) erwähnen den Stamm der Lemoviken. Ihre Hauptstadt hieß bis ins 7. Jahrhundert n. Chr. Augustoritum, war aber seit der Eroberung Galliens auch unter dem Namen Civitas Lemovicum („Stadt der Lemoviken“) bekannt. Daraus entwickelte sich der heutige Name der Stadt, Limoges.
Der Name der Lemoviken erklärt sich aus der Verbindung des Personennamens Lemo- mit dem Suffix -vīces („Kämpfer“).